# Uillian Correia
Uillian Correia Granemann, genannt Uillian Correia, (* 27. September 1989 in Fátima do Sul) ist ein brasilianischer Fußballspieler. Der Rechtsfuß spielt zentral im defensiven Mittelfeld.

## Karriere
Uillian Correia erhielt seine fußballerische Ausbildung beim Athletico Paranaense. Hier konnte er sich nicht für die erste Mannschaft empfehlen. Er wechselte daher zum unterklassigen Rio Branco SC aus Paranaguá. Er wechselte mehrmals den Klub u. a. nach Portugal zum FC Paços de Ferreira, konnte sich aber erst 2014 beim zweitklassigen Klub Sampaio Corrêa FC als Stammspieler etablieren. Nach der Saison ging er 2015 zum Ceará SC, welcher ebenfalls in der Série B spielte. Noch im Laufe der Saison wechselte Uillian Correia erneut. Er ging zum Cruzeiro EC. Hier kam er in der Saison aber nur zu einem Einsatz. Für die folgenden Saisons wurde Correia ausgeliehen. 2016 an den Santa Cruz FC und 2017 an den EC Vitória.
Ende 2017 lief der Zweijahreskontrakt mit Cruzeiro aus und Vitória nahm Correia fest unter Vertrag. Der Klub lieh ihn im Juni 2018 bis Jahresende an den Coritiba FC aus. Der Vertrag mit Coritiba wäre automatisch um ein Jahr verlängert worden, wenn der Klub den Aufstieg für die Série A 2019 geschafft hätte. Der Klub verfehlte dieses Ziel allerdings. Uillian Correia hätte daraufhin zu Vitória zurückkehren müssen, wurde von diesem aber bis Mai 2019 an Red Bull Brasil für die Austragung der Staatsmeisterschaft von São Paulo ausgeliehen. Die Leihe enthielt die Option, auf eine Verlängerung bis Jahresende. Die Option wurde wahrgenommen, allerdings spielte er künftig für den CA Bragantino (seit 2020 Red Bull Bragantino). Dieser wurde im April des Jahres von Red Bull gekauft und mit RB Brasil verschmolzen. Mit dem Klub konnte Correia die Campeonato Brasileiro de Futebol – Série B 2019 gewinnen. Dabei stand er in 34 von 38 möglichen Spielen auf dem Feld (kein Tor).
Anfang März 2021 gab der Cuiabá EC die Verpflichtung von Correia bekannt. Nach Ende der Saison 2021 im Dezember wurde sein Vertrag nicht erneuert. Nachdem er im Januar 2022 zu Ferroviária gewechselt war, heuerte er bereits im Mai desselben Jahres beim Clube de Regatas Brasil an. Nach Beendigung der Série B 2022 verließ Correia CRB wieder. Zur Saison 2023 erhielt er einen Vertrag bei der AA Internacional. Nach Beendigung der Spiele um die Staatsmeisterschaft von São Paulo verließ Correia den Klub. Für die zweite Jahreshälfte fand er eine Anstellung beim FC Santa Cruz (RS), um mit diesem in der zweiten Liga der Staatsmeisterschaft von Rio Grande do Sul zu spielen. In das Jahr 2024 startete mit dem Oeste FC in die Staatsmeisterschaften. Seit deren Ende im April ist er ohne neue Anstellung.

## Erfolge
Sampaio Corrêa
- Staatsmeisterschaft von Maranhão: 2014

Ceará
- Copa do Nordeste: 2015

Sants Cruz
- Copa do Nordeste: 2016
- Staatsmeisterschaft von Pernambuco: 2016

Vitória
- Staatsmeisterschaft von Bahia: 2017

Bragantino
- Campeonato Brasileiro de Futebol – Série B: 2019